# Erebia posidonia
Erebia posidonia är en fjärilsart som beskrevs av Hans Fruhstorfer 1911. Erebia posidonia ingår i släktet Erebia och familjen praktfjärilar. Inga underarter finns listade i Catalogue of Life.